# Sonic the Hedgehog 3
Sonic the Hedgehog 3 (Angleško dobesedno Ježek Sonic 3) je ploščadna videoigra franšize Ježek Sonic japonskega podjetja Sega. Izšla je leta 1994 za konzolo Sega Mega Drive. Igra je bila večkrat ponovno izdana za različne konzole, nazadnje leta 2022 kot del igre Sonic Origins.
Ob koncu istega leta je izšlo nadaljevanje igre, Sonic & Knuckles. Na kartušo slednje je mogoče pritrditi kartušo igre Sonic the Hedgehog 3, ter tako igrati obe kot eno samo igro Sonic 3 & Knuckles.

## Zgodba
Po tem, ko jo je Sonic v prejšnji igri uničil, Robotnikova vesoljska baza Jajce smrti pade na lebdeči Angelski otok. Tam Robotnik sreča Knucklesa, edinega prebivalca otoka in zadnjega pripadnika plemena kljunatih ježkov. Knuckles je čuvaj glavnega smaragda, kristala velike moči, ki uravnava delovanje sedmih Smaragdov Kaosa in nasploh vsebuje velikansko moč, zaradi katere otok stalno lebdi.
Robotnik Knucklesa prepriča, da Sonic namerava ukrasti glavni smaragd. Knuckles mu brez pomisleka verjame in tako skleneta zavezništvo.
Tails in Sonic, slednji pod vplivom Smaragdov Kaosa, se odpravita proti Angelskem otoku. Nenadoma se pred Sonicom pojavi Knuckles, ki Sonica udari tako hitro in močno, da Sonic izgubi svojo super formo in vseh sedem Smaragdov Kaosa. Sonic in Tails se skupaj odpravita po otoku, kjer se morata spopadati z Robotnikovimi badniki in Knucklesovimi pastmi.

### Liki
- Ježek Sonic
- Lisjak Tails
- Kljunati ježek Knuckles
- Doktor Robotnik

## Potek igre
Igra je bila prva v franšizi, ki je imela možnost shranjevanja.
V igri je šest con, od katerih je vsaka razdeljena na dve dejanji.
Z dotikom velikih obročev, ki so skriti na različnih delih con je mogoče igrati posebno stopnjo. Igralec je postavljen na tridimenzionalno polje obdano z modrimi in rdečimi žogami. Cilj stopnje je z dotikom spremeniti modre žoge v rdeče brez, da bi se dotaknil rdečih žog. Nagrada za dosežen cilj je en Smaragd Kaosa.